# Conception Junction (Misuri)
Conception Junction es un pueblo ubicado en el condado de Nodaway en el estado estadounidense de Misuri. En el Censo de 2010 tenía una población de 198 habitantes y una densidad poblacional de 243,47 personas por km².

## Geografía
Conception Junction se encuentra ubicado en las coordenadas 40°16′6″N 94°41′29″O / 40.26833, -94.69139. Según la Oficina del Censo de los Estados Unidos, Conception Junction tiene una superficie total de 0.81 km², de la cual 0.81 km² corresponden a tierra firme y (0%) 0 km² es agua.

## Demografía
Según el censo de 2010, había 198 personas residiendo en Conception Junction. La densidad de población era de 243,47 hab./km². De los 198 habitantes, Conception Junction estaba compuesto por el 100% blancos, el 0% eran afroamericanos, el 0% eran amerindios, el 0% eran asiáticos, el 0% eran isleños del Pacífico, el 0% eran de otras razas y el 0% pertenecían a dos o más razas. Del total de la población el 0% eran hispanos o latinos de cualquier raza.